# Carl-Arne Breger

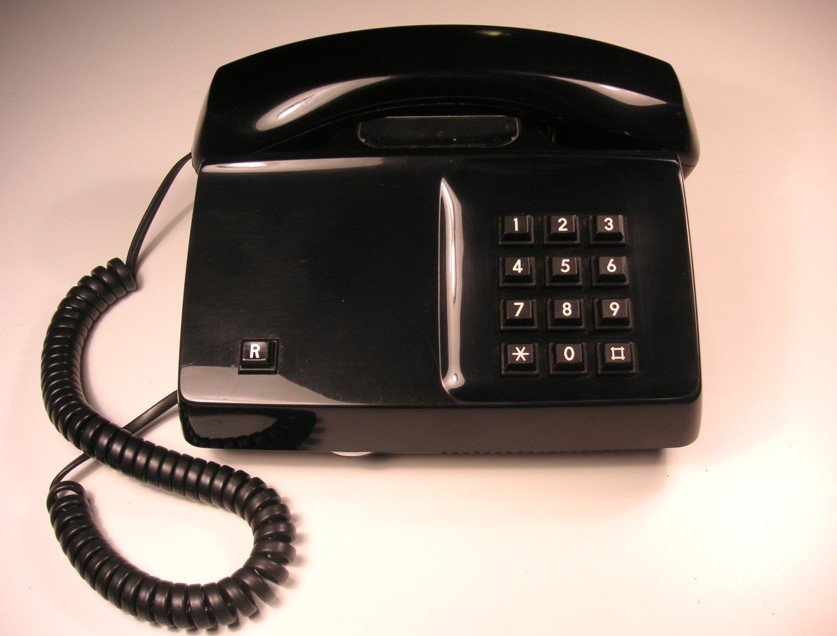
Diavox telefon.

Carl-Arne Breger, född 29 augusti 1923 i Trelleborg, död 15 januari 2009 i Malmö, var en svensk formgivare och industridesigner som blev känd för formgivning av föremål i främst plast.

## Biografi
Carl-Arne Breger utbildade sig 1943–1948 på Konstfack i Stockholm. År 1953 anställdes han som mönsterritare av Stig Lindberg på Gustavsbergs porslinfabrik. Breger gick snart över till design av sanitetsgods och plast. Han formgav bland annat Gustavsbergs mest säljande handfat[källa behövs], modell 525, och mängder av vardagsföremål i plast som till exempel den fyrkantiga, lättburna hinken som det var lätt att hälla vatten ur. Hinken fick 1960 priset som "femtiotalets plastprodukt"[källa behövs] och Breger fick epiteten "Mister Plast"[källa behövs] och "han med hinken"[källa behövs]. Hans mest kända plastprodukt är en skulptural vattenkanna i styrenplast.[källa behövs] Efter 18 månaders utvecklingsarbete presenterades den i februari 1959 i tre färger: svart, rött och benvitt. Kannan tillverkades bara något år, eftersom det frigjordes farliga gaser vid limningen av kannans delar. "Breger-kannan" har blivit ett eftertraktat samlarföremål. Juicepressen "Duett", ritad för Gustavsberg 1967, är en annan Breger-klassiker, som köptes in av Museum of Modern Art.
Åren 1957–1959 var Breger designchef för Bernadotte & Bjørn Industridesign AB, (Sigvard Bernadottes och Acton Bjørns designkontor i Stockholm) och 1959 startade han det egna kontoret Breger Design i Malmö. Här formgav han många föremål som fanns i många svenska hushåll: TV-kannan Signatur för Husqvarna Borstfabrik 1962, mikrovågsugnen Cupol för Husqvarna Vapenfabrik (1969) , glassförpackningen Bigpack 1970, barncykelsitsen Rex i helgjutet orange plast för Rex 1975, margarin-bordsasken Flora 1972. Breger beskrev sig själv som "det allmängiltigas mästare"[källa behövs] och ritade funktionella föremål som kabelvindor, tändare, kassaskåp, en likkista, väggkrokar, tandborstar, glasögon, våffeljärn, Jedematic kaffeautomat, dammsugare, verktyg för Sandvik, nycklar, en symaskin, bensinpumpar och biltakboxar. Mest nöjd var han själv[källa behövs] med Diavoxtelefonen för LM Ericsson 1975. Kåpan var lätt avtagbar och kunde bytas ut mot andra färger. Diavox blev Televerkets första standard-knapptelefon och exporterades till många länder. Genom åren har närmare 3 000 produkter lämnat ritborden på Breger Design.
Carl-Arne Breger är representerad vid bland annat Nationalmuseum i Stockholm.
Breger var gift från 1940-talet med Bibi Breger, som gjorde sig känd som dekorritare på Gustavsberg 1953–1957. Makarna Breger är gravsatta på Särslövs kyrkogård i Skåne.

## Bildgalleri

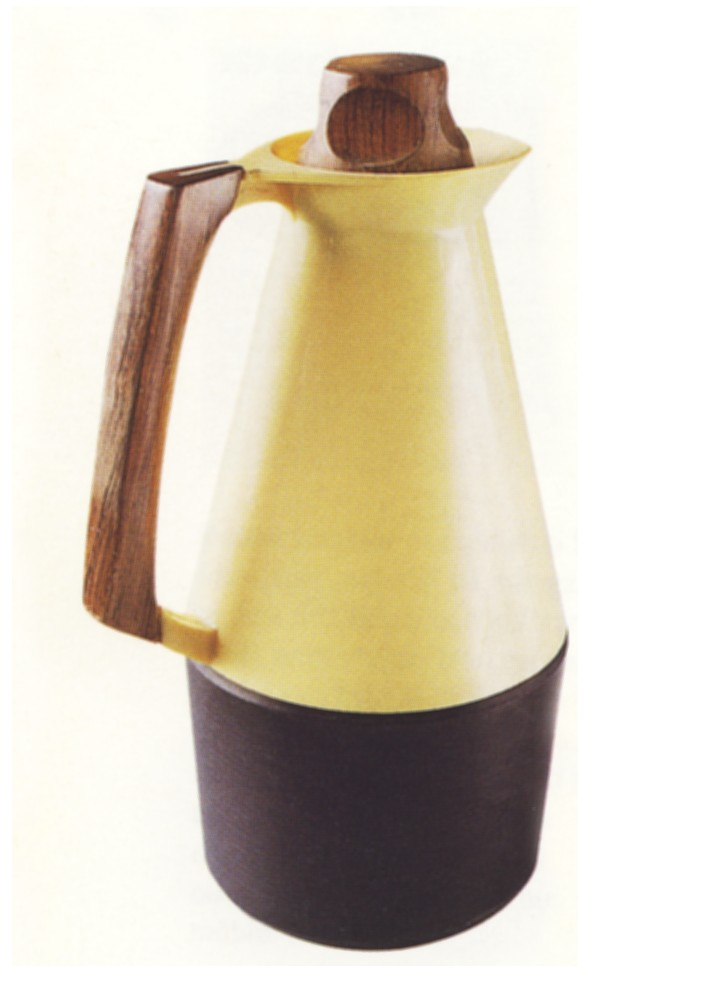
TV-kannan "Signatur", tillverkad av Husqvarna Borstfabrik 1962.
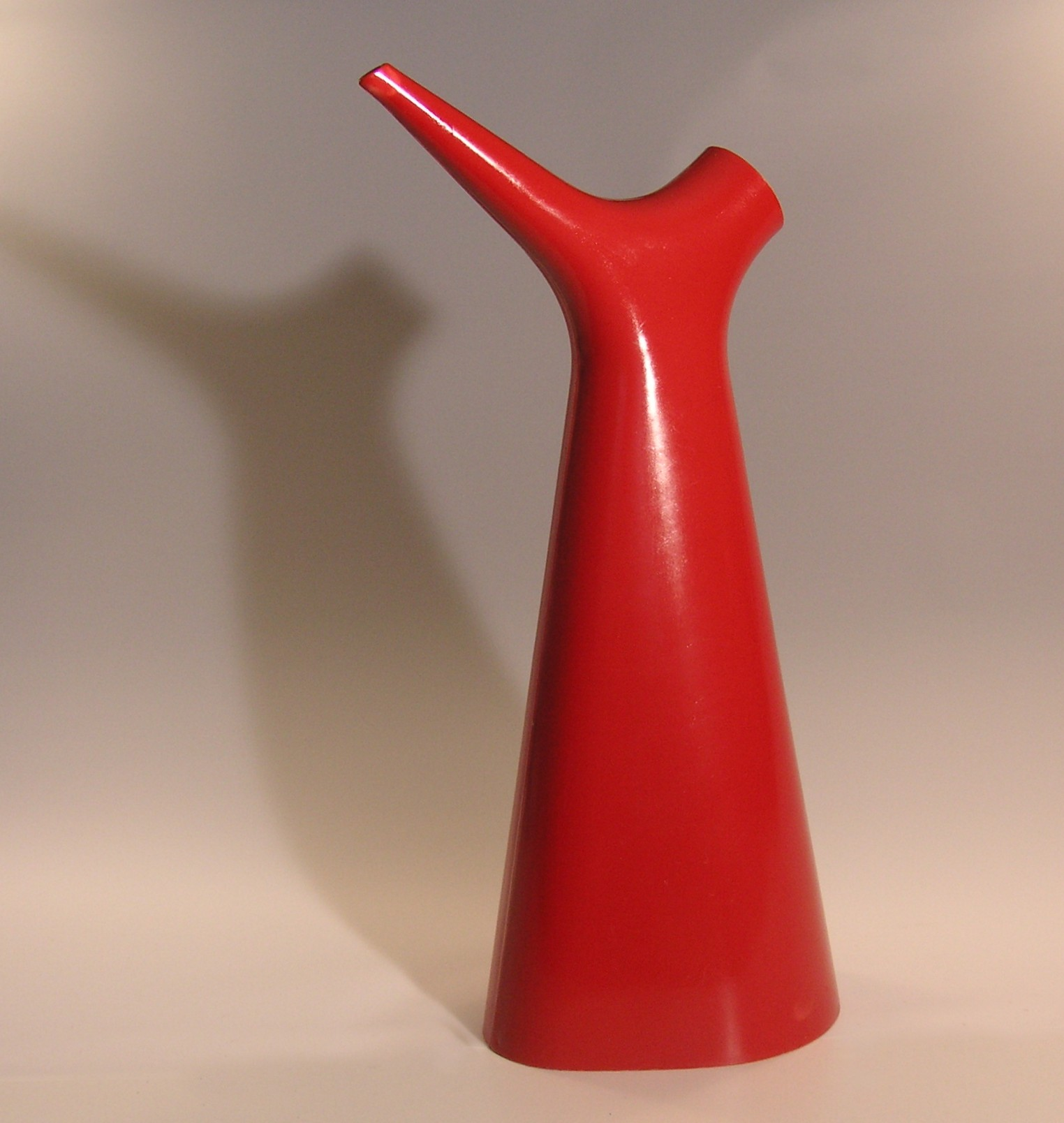
Vattenkanna
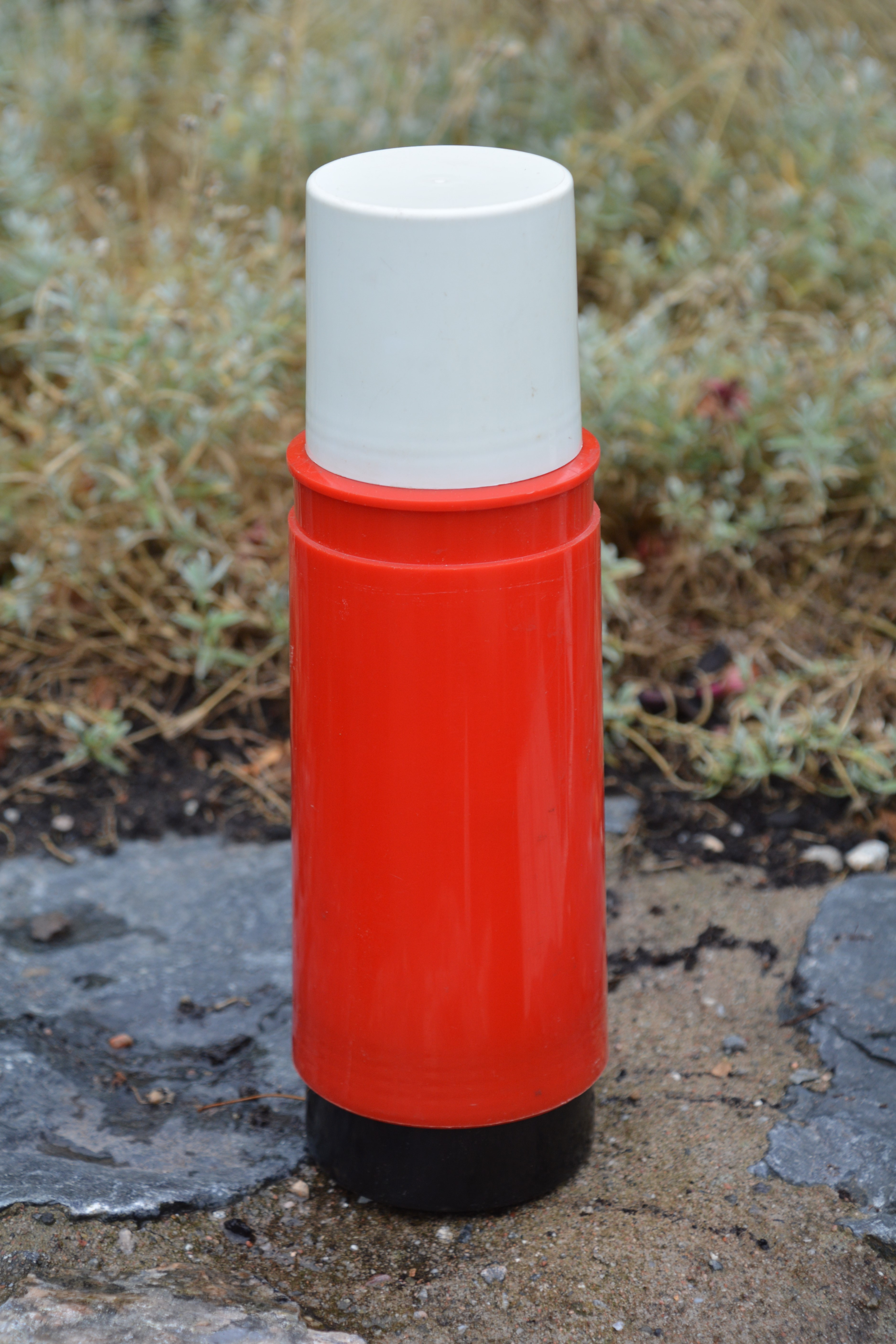
Termosflaska, tillverkad av Termoverken.
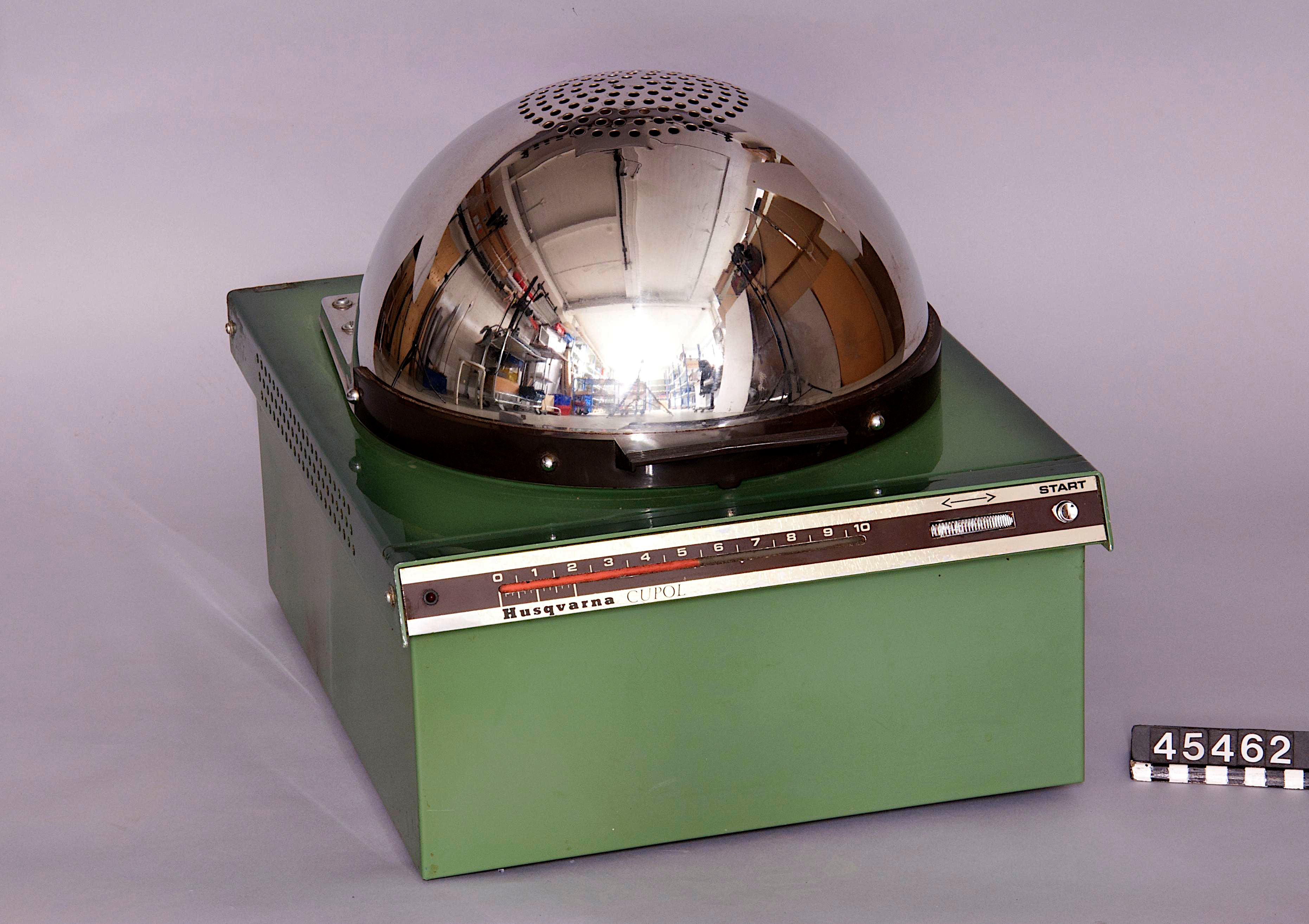
Cupol mikrovågsugn designad för Husqvarna 1969.